# Лёйхтер, Эрвин
Эрвин Лёйхтер (нем. Erwin Leuchter; 10 февраля 1902, Берлин — 4 июля 1973, Буэнос-Айрес) — немецко-аргентинский музыковед и дирижёр. Муж Риты Курцман-Лёйхтер.

## Биография
Окончил Венский университет (1926), защитив диплом о камерной музыке Гассмана. В Австрии начал музыкальную карьеру как дирижёр. В 1936 г. эмигрировал в Аргентину, где занимался исключительно музыковедением и преподавал теорию музыки в Буэнос-Айресском университете. Среди учеников Лёйхтера — Михаэль Гилен, Марио Давидовски, Ариэль Рамирес и др.
Основные труды Лёйхтера — книги «История музыки как отражение культурной эволюции» (исп. La historia de la música como reflejo de la evolución cultural; 1941) и «Симфония: её развитие и её структура» (исп. La sinfonía: su evolución y su estructura; 1943). Составил и прокомментировал антологию «Florilegium musicum: История музыки в 180 образцах от древности до XVIII века» (англ. Florilegium musicum: history of music in 180 examples from antiquity to the eighteenth century; 1964).